# Master (atletica leggera)

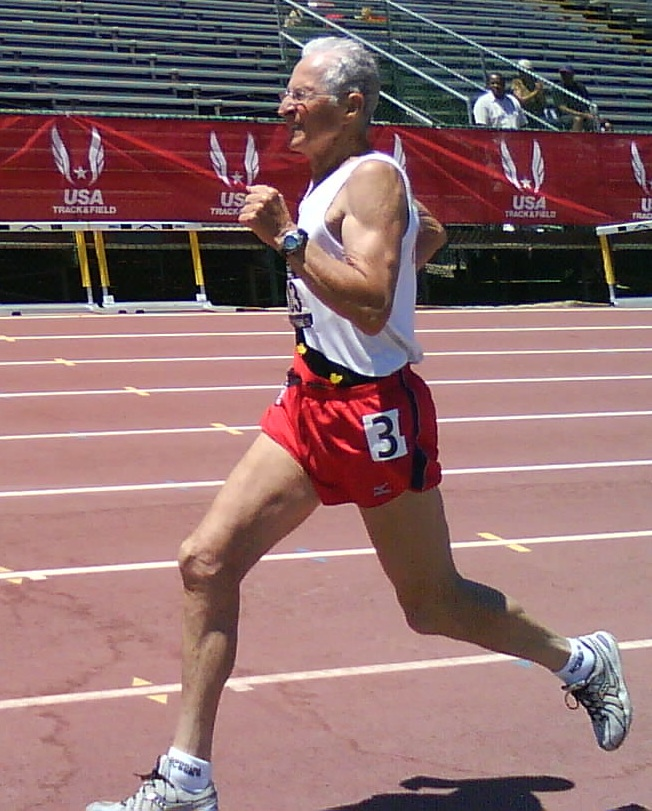
Un atleta master.

La categoria master  è una suddivisione dell'atletica leggera stabilita in base all'età dalla World Masters Athletics. Comprende gli atleti dai 35 anni in su, suddivisi in varie sottocategorie, che gareggiano nelle specialità su pista, su strada e nella corsa campestre.

## Categorie
Le gare sono suddivise in gruppi di età a partire dall'età di 35 anni e scaglionati di cinque anni. Gli uomini hanno gareggiato anche sino a 104 anni di età e le donne sino a 100. I master sono talvolta noti come veterani.
Le seguenti categorie master, comprendono atleti che via via hanno compiuto il rispettivo anno d'età indicato dopo la lettera M, sino al non compimento dell'anno d'età della categoria successiva (con MM vengono indicate le categorie maschili, mentre quelle femminili sono indicate con MF).
- M 35
- M 40
- M 45
- M 50
- M 55
- M 60
- M 65
- M 70
- M 75
- M 80
- M 85
- M 90
- M 95
- M 100

## Alcuni atleti di rilievo
Moltissimi atleti ottengono i record mondiali, specialmente nelle categorie M35 ed M40, realizzati sul finire della loro attività agonistica assoluta (tra essi, ad esempio, c'è Carl Lewis con il suo 8,50 m primato del mondo del salto in lungo categoria M35). Linford Christie ha stabilito e detenuto contemporaneamente tre record mondiali nella categoria M35: nel 1995 con i 100 metri piani (9"97) e i 200 metri piani (20"11); nel 1997 con i 60 metri piani indoor (6"51). Tuttavia, ce ne sono altri che hanno iniziato a gareggiare nei master senza avere avuto un passato da atleta agonista: essi si distinguono in particolare in categorie elevate, come l'italiano Ugo Sansonetti che, superati da tempo gli 80 anni di età, ha conquistato moltissimi titoli mondiali ed europei, e detiene anche qualche primato mondiale, o Giuseppe Ottaviani, che ha iniziato a praticare questo sport dopo il compimento dei settant'anni ed è detentore di svariati record europei e mondiali. Tra gli atleti di rilievo anche Ottavio Missoni: il celebre stilista fu anche un atleta azzurro (finalista ai Giochi di Londra nel 1948 nei 400 metri ostacoli), ai master si è cimentato anche nelle gare di salto in alto e nei lanci (peso e giavellotto), e nel nuoto. Degno di menzione è poi il podista imperiese Luciano Acquarone che nella sua trentennale carriera nei master ha conquistato 46 podi (35 medaglie d'oro, 9 medaglie d'argento e 2 medaglie di bronzo) in altrettante gare valevoli per i campionati mondiali ed europei, ed è stato in grado di stabilire 7 primati mondiali e 6 primati europei.
In campo femminile la giamaicana, oggi naturalizzata slovena, Merlene Ottey, plurimedagliata ai Giochi olimpici ed ai campionati mondiali, detiene i record mondiali master dei 100 metri piani (M35, M40, M45 ed M50 con il suo 11"67 realizzato nel 2010) e 200 metri piani (M35, M40 ed M45). Tutti realizzati, comunque, in competizioni assolute e non master. Va citata anche Ruth Frith, considerata fino alla scomparsa l'atleta più vecchia del mondo.